# Dorothy Height
Dorothy Irene Height (24 mars 1912 – 20 avril 2010) est une militante afro-américaine. Présidente du National Council of Negro Women (Conseil national des femmes noires) de 1957 à 1998, elle a reçu la médaille présidentielle de la Liberté en 1994 et la médaille d'or du Congrès en 2004.

## Biographie

### Jeunesse et formation
Dorothy Height est née le 24 mars 1912 à Richmond en Virginie dans une famille modeste, elle est la fille de  James Edward Height et de Fannie Burroughs Height. Enfant, elle déménage avec sa famille à Rankin, un borough du comté d'Allegheny en Pennsylvanie. En 1929, elle est admise au Barnard College, mais ne peut finalement pas y entrer car cette université d'arts libéraux limitait alors le nombre d'étudiants noirs à deux par an,. Elle rejoint alors l'Université de New York, obtenant le Bachelor of Arts (licence) en 1930 et le Master of Arts (mastère 2) en psychologie de l'éducation en 1932,.

### Carrière
Dans les années 1940, elle s'engage dans la YWCA, l'association des jeunes femmes chrétiennes (YWCA USA (en)),, puis rejoint dans les années 1950 le Conseil national des femmes noires (National Council of Negro Women (en)), dont elle restera présidente d'honneur jusqu'à la fin de sa vie. Elle participe au mouvement afro-américain des droits civiques et met en place avec Polly Cowan le Wednesdays in Mississippi (Wednesdays in Mississippi (en)), un groupe féminin interracial de lutte contre la ségrégation. De 1946 à 1957, elle est également présidente de la fraternité Delta Sigma Theta ΔΣΘ (Delta Sigma Theta) .

## Honneurs et récompenses
- Presidential Citizen Medal (1989)
- Médaille Spingarn de la National Association for the Advancement of Colored People (1993)
- Introduction dans le National Women's Hall of Fame (1993)
- Médaille présidentielle de la Liberté (1994)[15]
- Médaille d'or du Congrès (2004)